# Ardices fulvohirta
Ardices fulvohirta är en fjärilsart som beskrevs av Walker 1855. Ardices fulvohirta ingår i släktet Ardices och familjen björnspinnare. Inga underarter finns listade i Catalogue of Life.